# Лукьяненко, Александр Петрович
Александр Петрович Лукьяненко (5 ноября 1927 — 28 июля 2007) — советский и украинский писатель. Член Союза писателей Украины (1976), член оргкомитета НРУ.

## Биография
Родился 5 ноября 1927 года в Житомире. В 1943 году ушёл на фронт добровольцем, был тяжело ранен, победу встретил в госпитале. Награждён медалью «За отвагу» и орденом Отечественной войны I степени.
Среднюю школу окончил с золотой медалью. В 1947—1952 годах учился на факультете журналистики Киевского университета им. Т. Г. Шевченко.
После окончания учёбы до 1958 года был заведующим отделом газеты «Молодёжь Украины». В 1958—1981 годах — заведующий отдела журнала «Украина». С 1990 по 2007 год (с перерывами) заведовал отделом культуры, истории и военных проблем «Народной газеты».
Писал басни в прозе, юморески, фельетоны, притчи и тому подобное. В периодике (газета «Литературная Украина», журналы «Отчизна», «Перец», «ВУС») печатались также его стихотворные сатирические произведения, в «Народной газете» печатался под псевдонимом Христофор Клумба. В свободное время увлекался рыбалкой.
Умер 28 июля 2007 года в Киеве.

## Работы
- «Листи без конвертів» (1961),
- «Муха в космосі» (1963),
- «Корінь зла» (1969),
- «Зуб мамонта» (1970),
- «Олімпійці з України», 1972,
- «Підозріла компанія» (1975),
- «Вогненне дерево» (1981),
- «Звітна галочка» (1982),
- «Чому загинули бангути» (1984),
- «Оптимус, або Незвичайні пригоди манекена Макса»: історичні повість, гуморески (1985)
- «Кукурідло та інші»: байки (1985)
- «Добрий пірат Джон» (1987),
- «Помилка судді Терницького»: повісті (1983),
- «Судебная ошибка» (1988),
- «Строк давності»: повісті (1990)